# Мужская сборная России по софтболу
Мужская национальная сборная России по софтболу — представляла Россию на международных софтбольных соревнованиях. Управляющей организацией выступала Федерация софтбола России (ФСР).

## История
В июле 1995 года мужская софтбольная сборная России дебютировала на международной арене, приняв участие во 2-м чемпионате Европы в датском Хёрсхольме. Из 10 участвовавших на турнире команд россияне заняли 9-е место, опередив только сборную Германии. 
Через год национальная команда России участвовала в чемпионате мира, проходившем в Мидленде (США) и стала лишь 21-й из 22 команд. В своей группе российские софтболисты заняли последнее 11-е место, но за счёт единственной победы в 10 проведённых матчах смогли в итоговой расстановке опередить сборную Пакистана, ставшую худшей в другой группе и не сумевшую одержать ни одной победы. После этого мужская сборная России по софтболу не формировалась. 

## Результаты выступлений и составы

### Чемпионаты мира
Сборная России приняла участие лишь в одном чемпионате мира.
- 1996 — 21-е место

### Чемпионаты Европы
Сборная России приняла участие лишь в одном чемпионате Европы.
- 1995 — 9-е место